# Krasmeester
Krasmeester of kortweg kras was een beroepsbenaming die werd gebruikt voor iemand die overzicht- of toezichtfunctie had. Mogelijk afgeleid van crasseur.
- Het kan een onderbaas of voorman zijn van een bepaalde groep werklieden.
- Op een scheepswerf was het de vakman die de lijnen van de ontwerptekeningen van een schip in de spantenvloer kraste om de spanten in de juiste vorm te kunnen buigen.
- In de textielfabriek was het dan weer opzichter op de afdaling waar onder andere wol, katoen, zijde en vlas machinaal werd gekamd of gekaard.